# Madness
Madness («Меднесс»: англ. — божевілля) — британський гурт нової хвилі, що утворився у 1976 році в Лондоні, Англія, і створив власний стиль (так званий nutty sound), з'єднавши в ньому елементи музики ска, поп-року і звучання Motown. Madness, лідери британського руху ska revival, 17 раз піднімалися в UK Top 10 Singles Chart; найуспішніший сингл гурту, «House Of Fun», очолив хіт-парад у травні 1982 року. Комерційний успіх мали практично всі альбоми гурту; збірники Complete Madness (1982) і Divine Madness (1992) піднімалися до # 1 в UK Albums Chart.
12 серпня 2012 року на Олімпійському стадіоні в Лондоні на церемонії закриття XXX літніх Олімпійських ігор виконали пісню «Our House».

## Історія гурту
Ядро майбутнього гурту — клавішник Майк Барсон (він же Monsieur Barso), гітарист Кріс Формен (він же Chrissy Boy) і саксофоніст / вокаліст Лі «Кикс» Томпсон — сформувалося в 1976 році в складі The North London Invaders. Пізніше до них приєдналися ударник Джон Хаслер, басист Катал (Карл) Сміт (він же Чес Смеш) і вокаліст Дікрон.
У 1977 році Грем Макферсон (відомий як Саггс) вийшов до мікрофона, а Сміта замінив на басу Гевін Роджерс (знайомий Барсоні). Ще півроку тому до складу прийшли Деніел Вудгейт (Вуді, ударні) і Марк Бедфорд (Беддерс, бас: він замінив Смеш, який в 1979 році повернувся, але вже як бек-вокаліст / трубач), після чого група змінила назву — спочатку на Morris and the Minors, а незабаром на Madness, віддавши таким чином данину улюбленої пісні виконавця ска і реггі Принца Бастера.
Перший успіх в британських чартах прийшов до секстету в 1979 році, коли «The Prince», композиція Лі Томпсона (присвячена все того ж загальному кумиру учасників групи і випущена на 2-Tone Records, лейблі Джеррі Даммерса з The Specials), піднялася до 16- го місця. Група з'явилася в програмі «Top of the Pops» і провела успішні гастролі з The Specials і The Selecter, після чого підписала контракт зі Stiff Records і випустила дебютний альбом One Step Beyond …, що протримався в чартах більше року. ще два треки з нього — «One Step Beyond» і «My Girl» — були випущені як сингли і стали хітами. Протягом наступних трьох років група 13 разів входила в UK Singles 'Top 10; за популярністю з нею могли змагатися тільки The Jam.
Після відходу Джона Хаслера колектив на довгі роки залишився в «класичному» складі з семи чоловік. Успіх мав також міні-альбом Work Rest and Play (# 6), випущений виключно за наполяганням Дейва Робінсона (боса Stiff Records).
Рік по тому другий альбом Absolutely піднявся в Британії до 2-го місця. Три синглу з нього — «Baggy Trousers» (# 3), «Embarrassment» (# 4) і «The Return of the Los Palmas 7» (# 7) — зміцнили позиції Madness як однієї з найбільш комерційно успішних груп нової хвилі. Критики відзначали, що група знайшла свій унікальний саунд, швидко завойовує прихильників по всьому світу.
Третій альбом 7 (# 5, UK) ознаменував різку зміну напрямку: від колишнього «ска-біллі» залишилися лише сліди, Саггс змінив манеру співу і навіть акцент. Madness перетворилися в групу, що спеціалізується на яскравих побутових замальовках і ненав'язливих соціально-політичних комментаріях. Тріумфальное хід по чартам продовжилося синглами «It Must Be Love» (хіт Лебі Сіффрі 1971 роки), «House of Fun» (їх єдиний на сьогоднішній день чарттоппер) і «Our House» (# 4) — вже з альбому The Rise & Fall.
Після виходу Keep Moving (# 6, UK), зазначеного деякою зміною аранжувань і більшою ліричністю, Барсон переїхав в Амстердам і покинув склад, а решту шестеро учасників пішли з Stiff, утворивши (під дахом Virgin) власний лейбл Zarjazz Records. Випущений тут шостий альбом Mad Not Mad досяг в Британії лише 16-го місця.
Випустивши ще три синглу («Yesterday's Men», # 18, «Uncle Sam» і «Sweetest Girl» — два останніх не ввійшли в британську двадцятку) група, так і не зумівши перетворити численні демо-плівки в студійний альбом, оголосила про те, що припиняє існування, і попрощалася з фанатами фінальним синглом «(Waiting For) The Ghost Train» (# 18, UK), записаним з прилетів з цього приводу з Голландії Барсоні. З цього часу учасники колективу пішли кожен своїм шляхом: частина з них утворили групи The Fink Brothers і Crunch !, інші почали кар'єру сесійних музикантів. Два сольні альбоми згодом (1995 і 1998) випустив Саггс.

### 1988 рік
У 1988 році Саггс, Чес Смеш, Лі Томпсон і Кріс Формен за допомогою значного числа сесійних музикантів ненадовго відтворили групу (додавши до основної назви артикль — The Madness). Вони випустили «іменний» альбом, два сингли і розпалися знову. У цей час помітно змінилося саме звучання Madness. Композиції стали триваліше, саунд дещо «електронним».
Черговий етап в житті колективу почався в 1992 році, коли семеро основних учасників зібралися разом для концерту в Лондоні, який отримав назву Madstock. Виступ групи навіть викликало невеликий землетрус, але головним підсумком був вихід LP і відео з записом концерту, який став чи не найкращим в біографії Madness.
У 1999 році нарешті вийшов черговий альбом Wonderful, який залишив двояке враження. З одного боку, критика високо оцінила «Lovestruck» і «Drip Fed Fred»; з іншого — деякі пісні викликали помірну розчарування невигадлива музичного малюнка.
Протягом 2000-х Madness регулярно виступали з концертами, в 2005 випустили альбом The Dangermen Sessions Vol. 1, що складається з обробок популярних композицій різних авторів — від Принца Бастера і Боба Марлі до The Kinks. Сюди ж увійшла значно змінена версія I Chase the Devil aka Ironshirt Макса Ромео, добре відома у виконанні The Prodigy. В цьому альбомі Madness віддали істотну данину «чорної» танцювальній музиці.

### 2007 рік
У березні 2007 року Madness випустили сингл «Sorry», який піднявся в британських чартах до 23-го місця (тут також була представлена альтернативна версія пісні, виконана хіп-хоп-артистами Sway DaSafo і Baby Blue). Він вийшов відверто слабким, викликавши бурхливе обурення фанів групи. У вересні 2007 року група вийшла в британське «стадіонне турне», все концерти якого були записані і потім випущені обмеженим тиражем. Пісні «NW5 (I Would Give You Everything)» і нова версія «It Must Be Love» увійшли до фільму Neues vom Wixxer і були випущені в Німеччині синглом; на обидві композиції були зняті відео. Перезаписати версія «NW5» була випущена синглом в Британії і піднялася тут до 24-го місця. Цю пісню фани Madness визнали набагато більш вдалою, «пробачивши» кумирів за невиразну «Sorry».
На 2 березня 2009 року намічений випуск нового альбому The Liberty of Norton Folgate, присвяченого незвичайну долю маленького шматочка землі в Лондоні. Титульна композиція, на думку багатьох шанувальників групи, є чи не найкращим творінням за всю історію Madness. Велична ода свободі обрамляється глибокої, виразною мелодією, кілька разів круто змінюється протягом пісні. У червні 2008 року Madness виконали більшу частину матеріалу альбому на трьох концертах в лондонському залі Hackney Empire.

## Стиль гурту
Чотири перші альбоми Madness вважаються класичними. Кожна композиція в них утворювала свій маленький світ, в той же час органічно вписуючись в загальну ідею. Цікаво, що на відміну від переважної більшості рок-груп, в Madness і музику, і слова писали для різних пісень все сім її учасників. Madness зуміли пройти по тонкій грані, виконуючи музику глибоко емоційно насичену, але при цьому не депресивну. У той же час випромінюваний нею оптимізм ніяк не можна назвати сентиментальним або поверхневим. Тексти групи найчастіше досить непрості. При цьому Madness часом не цуралися і жартівливих пісень з навмисно примітивним змістом (наприклад, «Driving in my Car»), що надсилало слухачів до традицій панк-музики.
Надалі група потроху перейшла до більш легкому звучанням. Для аранжування нерідко запрошувалися сесійні музиканти, зокрема, Девід Бедфорд (однопрізвищний з Марком), Саймон Вілкокс. Все частіше використовуються електронні інструменти (правда, на альбомі The Liberty of Norton Folgate їх частка помітно зменшилася).
Велика увага група традиційно приділяла оформлення альбомів, пропонуючи увазі публіки то ребуси, то фотоколажі, то різні сценки з собою в головних ролях. Тут особливо яскраво проявлявся неповторний британський (часто абсурдний) гумор Madness.

## Склад гурту

### Поточний склад
- Кріс Форман — гітара (1976—1986, 1992—2005, 2006-наші дні)
- Майк Барсон — клавішні, вібрафон, бек-вокал (1976—1984, 1992-наші дні)
- Чи Томпсон — саксофон, перкусія, бек-вокал (1976—1977, 1978—1986, 1992-наші дні)
- Грем Макферсон — вокал (1977, 1978—1986, 1992-наші дні)
- Деніел Вудгейт — ударні (1978—1986, 1992-наші дні)
- Марк Бедфорд — бас-гітара (1978—1986, 1992—2009, 2012, 2013-наші дні).

### Колишні учасники
- Чес Смеш — труба, бек-вокал, танці, губна гармошка, акустична гітара, бас-гітара (1976—1977, 1979—1986, 1992—2014)
- Джон Хаслер — барабани, вокал (1976—1978)
- Дікрон Тулейн — вокал (1976—1977)
- Гевін Роджерс — бас-гітара (1977—1978)
- Гері Дави — барабани (1977—1978)
- Стів Нив — клавішні (1984—1986)
- Шеймус Бегхен — клавішні (1986)
- Норман Уатт-Рой — бас-гітара (тур 1994—1996)
- Кевін Бердетт — гітара (2005—2006)
- Грем Буш — бас-гітара (2009—2013)

## Дискографія

### Студійні альбоми
- 1979: One Step Beyond…
- 1980: Absolutely
- 1981: 7
- 1982: The Rise & Fall
- 1984: Keep Moving
- 1985: Mad Not Mad
- 1988: The Madness
- 1999: Wonderful
- 2005: The Dangermen Sessions Vol. 1
- 2009: The Liberty of Norton Folgate
- 2012: Oui Oui Si Si Ja Ja Da Da
- 2016: Can't Touch Us Now
- 2023: Theatre of the Absurd Presents C'est la Vie

### Збірки
- 1982: Complete Madness
- 1986: Utter Madness
- 1990: It's … Madness
- 1991: It's … Madness Too
- 1992: Divine Madness
- 1993: The Business
- 1998: The Heavy Heavy Hits
- 2002: Our House

### UK Top 10 сингли
- 1979: «One Step Beyond» (# 7)
- 1979: «My Girl» (# 3)
- 1980: «Work Rest and Play EP» (# 6)
- 1980: «Baggy Trousers» (# 3)
- 1980: «Embarrassment» (# 4)
- 1981: «The Return of the Los Palmas 7» (# 7)
- 1981: «Grey Day» (# 4)
- 1981: «Shut Up» (# 7)
- 1981: «It Must Be Love» (# 4)
- 1982: «House of Fun» (# 1)
- 1982: «Driving in My Car» (# 4)
- 1982: «Our House» (№ 5)
- 1983: «Tomorrow's (Just Another Day)» / «Madness (Is All in the Mind)» (# 8)
- 1983: «Wings of a Dove» (# 2)
- 1983: «The Sun and the Rain» (№ 5)
- 1992: «It Must Be Love» (Re-issue, # 6)
- 1999: «Lovestruck» (# 10)